# Probles versutus
Probles versutus là một loài tò vò trong họ Ichneumonidae.